# Zovuni (Aparã)
Zovuni (em armênio: Զովունի)[a] foi uma aldeia do município de Aparã, na província de Aragatsotn, na Armênia.

## História
Zovuni localizava-se a cerca de 12 quilômetros a leste da cidade de Aparã, no lado esquerdo do rio Cassal. Os ancestrais de seus habitantes vieram de Elesquirte e Muxe, na atual Turquia, e Coi e Salmas, no atual Irã. Em 1831, 1897, 1926, 1939 e 1959, respectivamente, tinha 203, 986, 937, 949 e 716 habitantes. Recebeu o nome de Zovuni por decreto do Soviete Supremo da República Socialista Soviética da Armênia em 3 de janeiro de 1935. Em 1965, com a construção do reservatório de Aparã, sua área foi inundada e seus moradores foram transferidos às vilas do extinto distrito (raion) de Nairi. Permanecem in situ as igrejas de Tuque Manuque (século IV), a Igreja de São Vardanes (século V) e a Igreja dos Santos Paulo e Pedro (séculos V-VI).
Tuque Manuque
A Igreja de Tuque Manuque (Թուխ Մանուկ, Tuχ Manuk) é uma estrutura de nave única, revestida de azulejos, com abside em forma de ferradura, cornijas e capitéis típicos da arte armênia do século IV. 
Igreja de São Vardanes
A Igreja de São Vardanes (Սուրբ Վարդան, Surb Vardan) tem um mausoléu anexo de dois andares, que a tradição afirma que foi o local de sepultamento de Tazates Gentúnio, um dos companheiros de Vardanes I na Batalha de Avarair de 451.
Igreja dos Santos Paulos e Pedro
A Igreja dos Santos Santos Paulo e Pedro (Սուրբ Պողոս-Պետրոս, Surb Połos-Petros) é uma basílica de nave única construída sobre um antigo templo pagão. Mede 9,06 x 14,33 metros na planta. No início do século VI, sob ordens da família Gentúnio, foi transformado num salão abobadado, cuja cúpula foi colocada em quatro pilares de alvenaria. Sua planta é cruciforme e se assemelha em composição à grande igreja em Talim. Nos anos 1960, São Vardanes e Tuque Manuque foram demolidas e remontadas numa colina chamada Cacher, enquanto Santos Paulo e Pedro permaneceu onde estava e está sujeita a colapso.